# 雷根古什迪蒙薩拉什
38°25′N 7°32′W / 38.417°N 7.533°W
雷根古什迪蒙薩拉什（葡萄牙語：Reguengos de Monsaraz）是葡萄牙的城鎮，位於該國中南部，由埃武拉區負責管轄，始建於1838年，面積464平方公里，2011年人口10,828，人口密度每平方公里23.34人。

## 參考資料

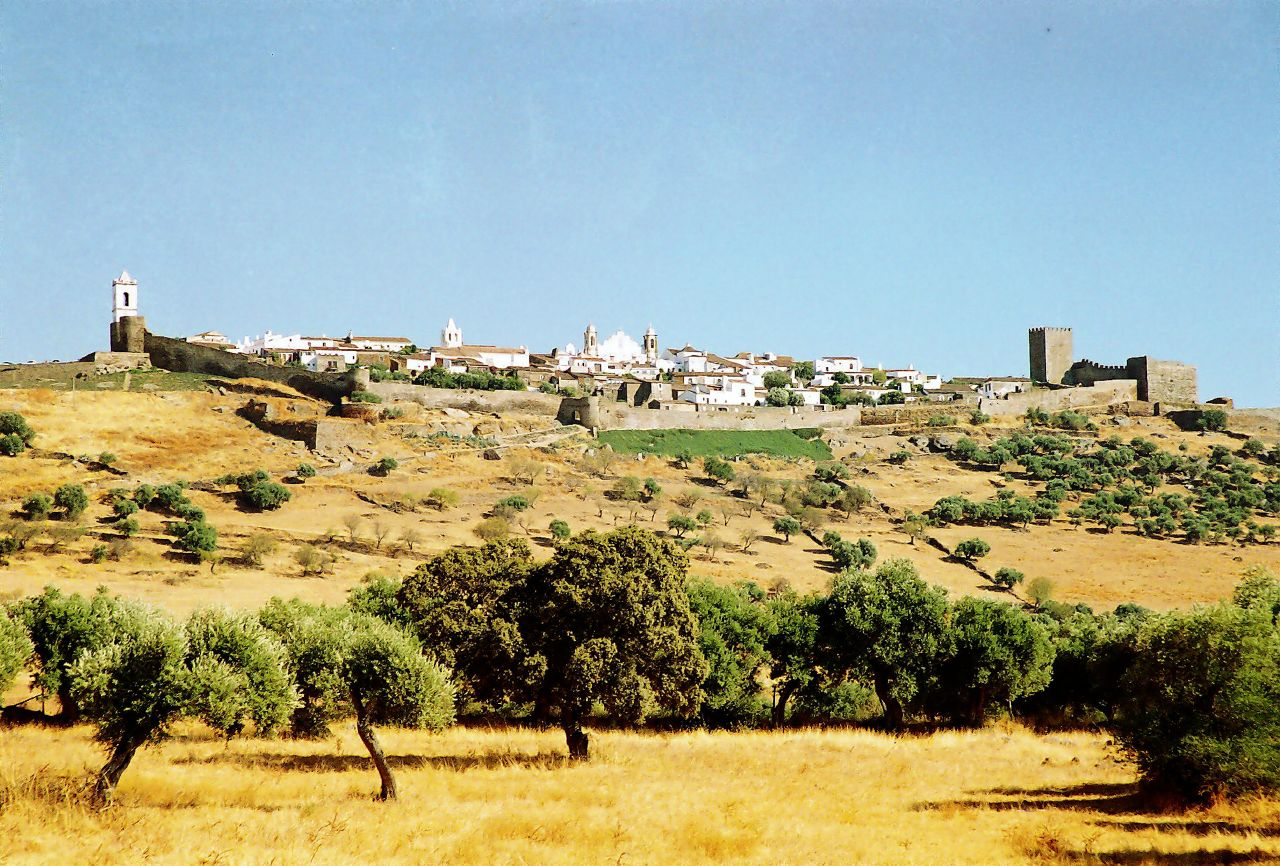

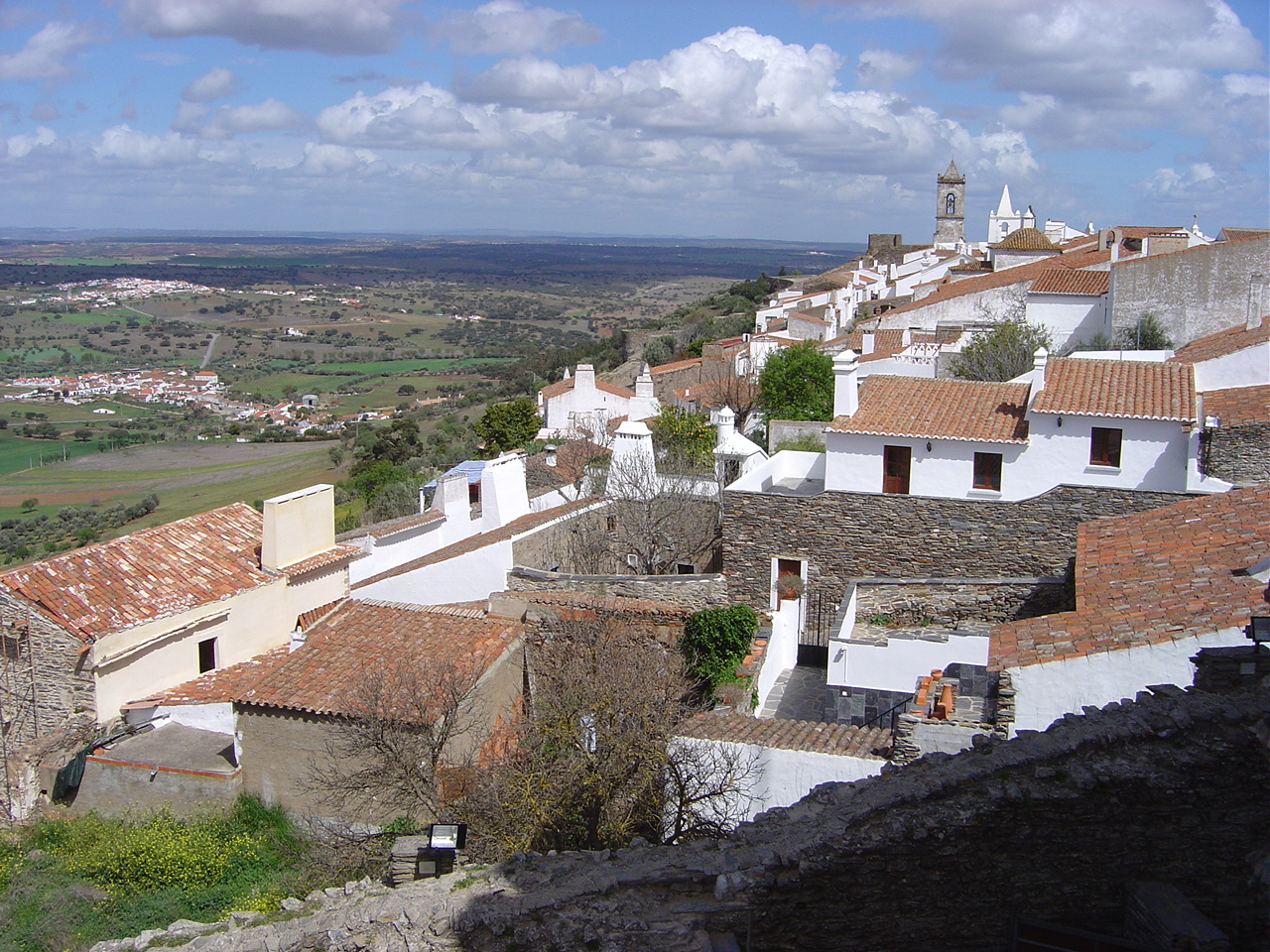

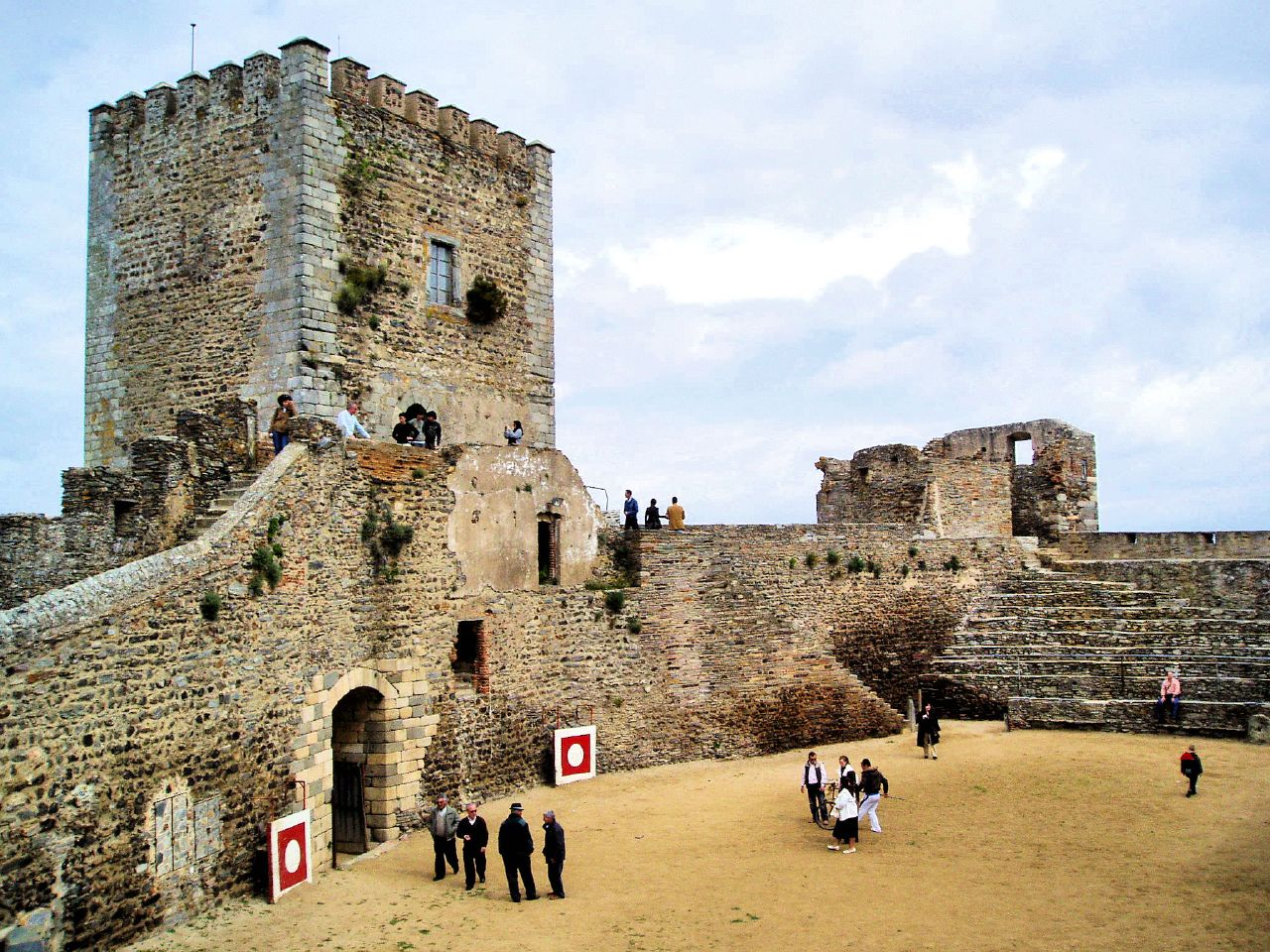

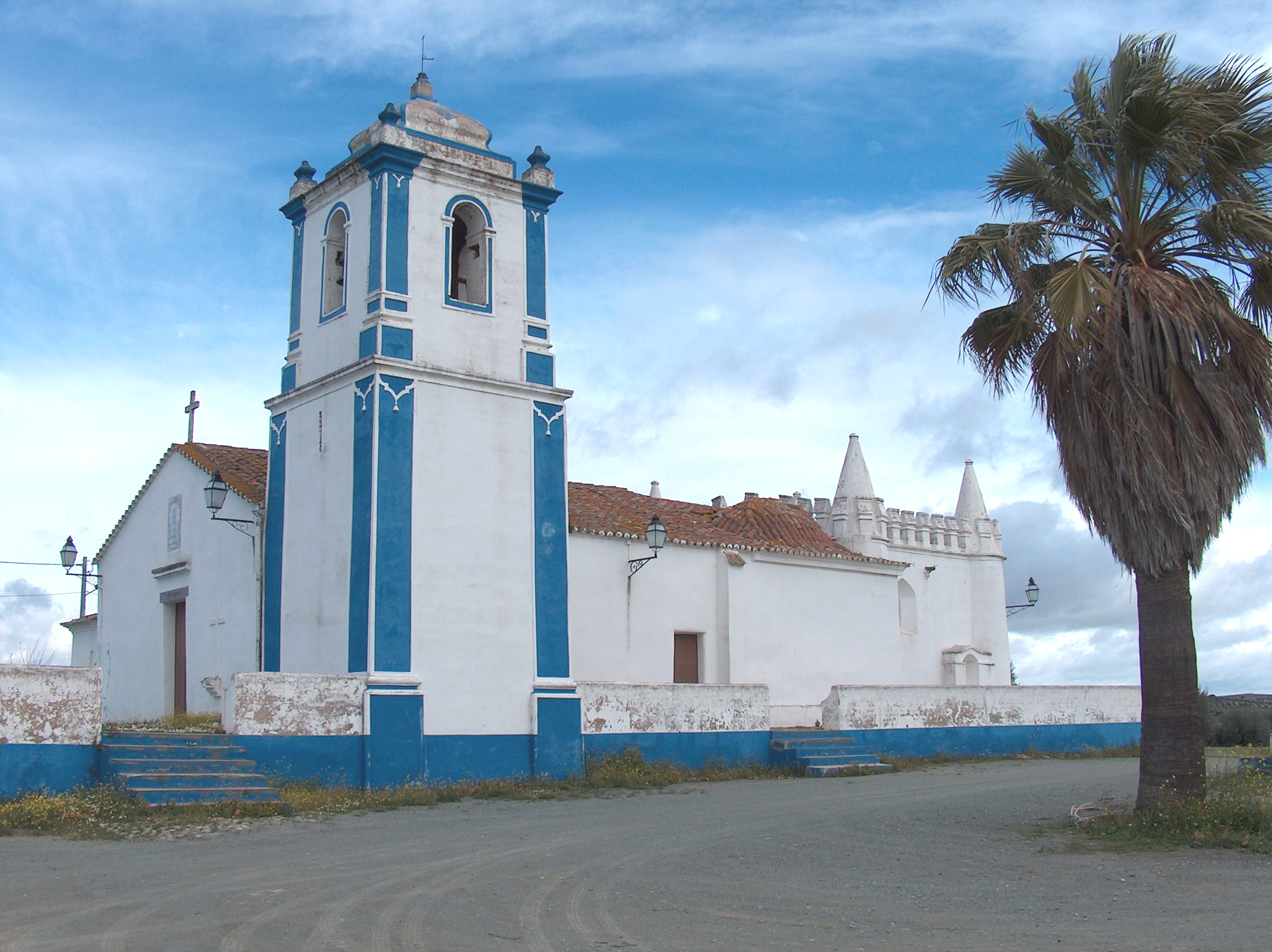